# Vandana Shiva

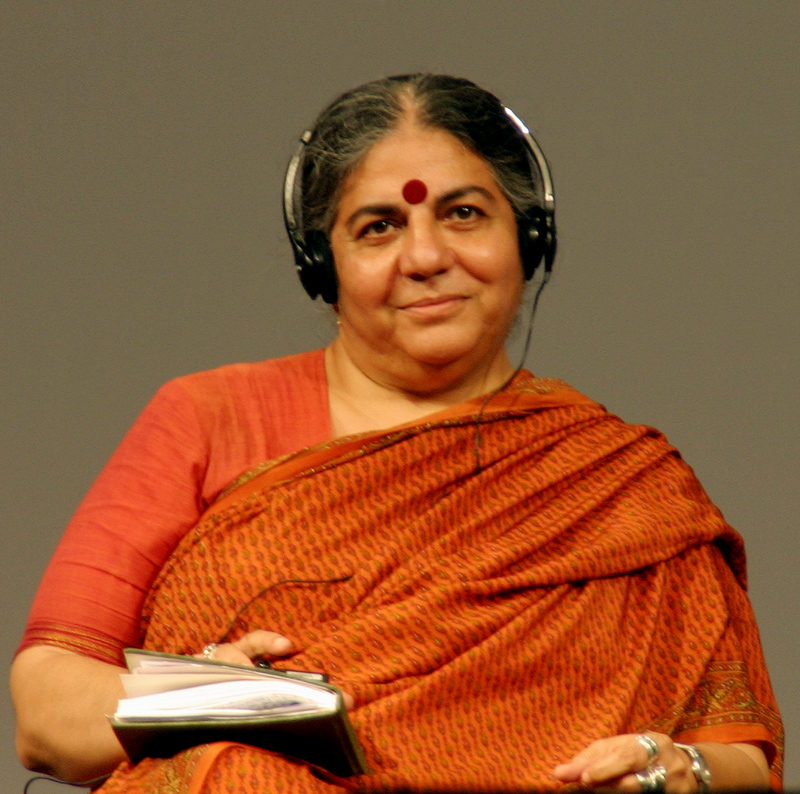
Vandana Shiva während einer Podiumsdiskussion auf dem Evangelischen Kirchentag 2007 in Köln

Vandana Shiva (Hindi: वन्दना शिवा, Vandanā Śivā; * 5. November 1952 in Dehradun) ist eine indische soziale Aktivistin und Globalisierungskritikerin. Für ihr Engagement in den Bereichen Umweltschutz, biologische Vielfalt, Frauenrechte und Nachhaltigkeit wurde sie mehrfach ausgezeichnet. Ihr wurde 1993 der Right Livelihood Award – inoffiziell auch Alternativer Nobelpreis genannt – verliehen, weil sie die Themen Frauen und Ökologie in den Mittelpunkt des Diskurses um moderne Entwicklungspolitik gestellt hat. Sie ist unter anderem Mitglied der Internationalen Organisation für eine Partizipatorische Gesellschaft (IOPS). Des Weiteren ist sie Gründungsmitglied beim World Future Council.
Kritisiert wird Shiva wegen einer Reihe von Falschaussagen und Verschwörungstheorien.

## Leben

### Kindheit und Schulzeit
Vandana Shiva wurde in Dehradun im nordindischen Bundesstaat Uttar Pradesh (mittlerweile Uttarakhand) geboren. Ihre Eltern waren wohlhabend und akademisch gebildet. Sie entstammten der obersten Kaste, den Brahmanen, legten sich während ihres Engagements in der indischen Unabhängigkeitsbewegung aber den kastenneutralen Namen ‚Shiva‘ zu. Der Vater war Forstbeamter, die Mutter arbeitete zunächst als Schulinspektorin und später in der Landwirtschaft. Die feministische Mutter versuchte ihre Tochter ohne die kulturell geprägten geschlechtsspezifischen Vorurteile aufzuziehen. Während ihrer Kindheit begleitete Shiva ihre Eltern auf mehrtägigen Reisen durch die Wälder der Vorberge des Himalayas, die sie zu Fuß oder mit Pferd und Maultier bewältigten. Diese Zeit hinterließ einen bleibenden Eindruck bei ihr und führte zu einer tiefen Wertschätzung dieser Landschaften. Shiva besuchte zunächst die „St Mary’s School“ in Nainital und danach den „Convent of Jesus and Mary“ in Dehradun. Schon zu dieser Zeit äußerte sie den Wunsch, Wissenschaftlerin werden zu wollen. Ihr damaliges Vorbild war Albert Einstein.

### Studienzeit und Berufsweg
Vandana Shiva studierte Physik und Naturwissenschaften an der Panjab University in Chandigarh mit dem Master-Abschluss in Physik (M. Sc.) und ließ sich 1973/74 als Kerntechnikerin am Forschungszentrum Bhabha Atomic Research Centre bei Bombay an einem experimentellen Brutreaktor ausbilden, wandte sich dann aber nach eigenen Aussagen davon ab, als sie sich mit den Gefahren von ionisierender Strahlung näher befasste.
Sie wandte sich der Wissenschaftstheorie zu und erwarb 1976 einen zweiten Master-Abschluss an der University of Guelph in Wissenschaftsphilosophie. 1978 wurde sie an der Philosophischen Fakultät der University of Western Ontario über Grundlagenfragen der Quantenmechanik promoviert (Titel der Dissertation: Hidden variables and locality in quantum theory). Nach Angaben der Universität ist die Dissertation im Teilgebiet der Wissenschaftstheorie (Philosophy of Science) nicht der Naturwissenschaft erfolgt.

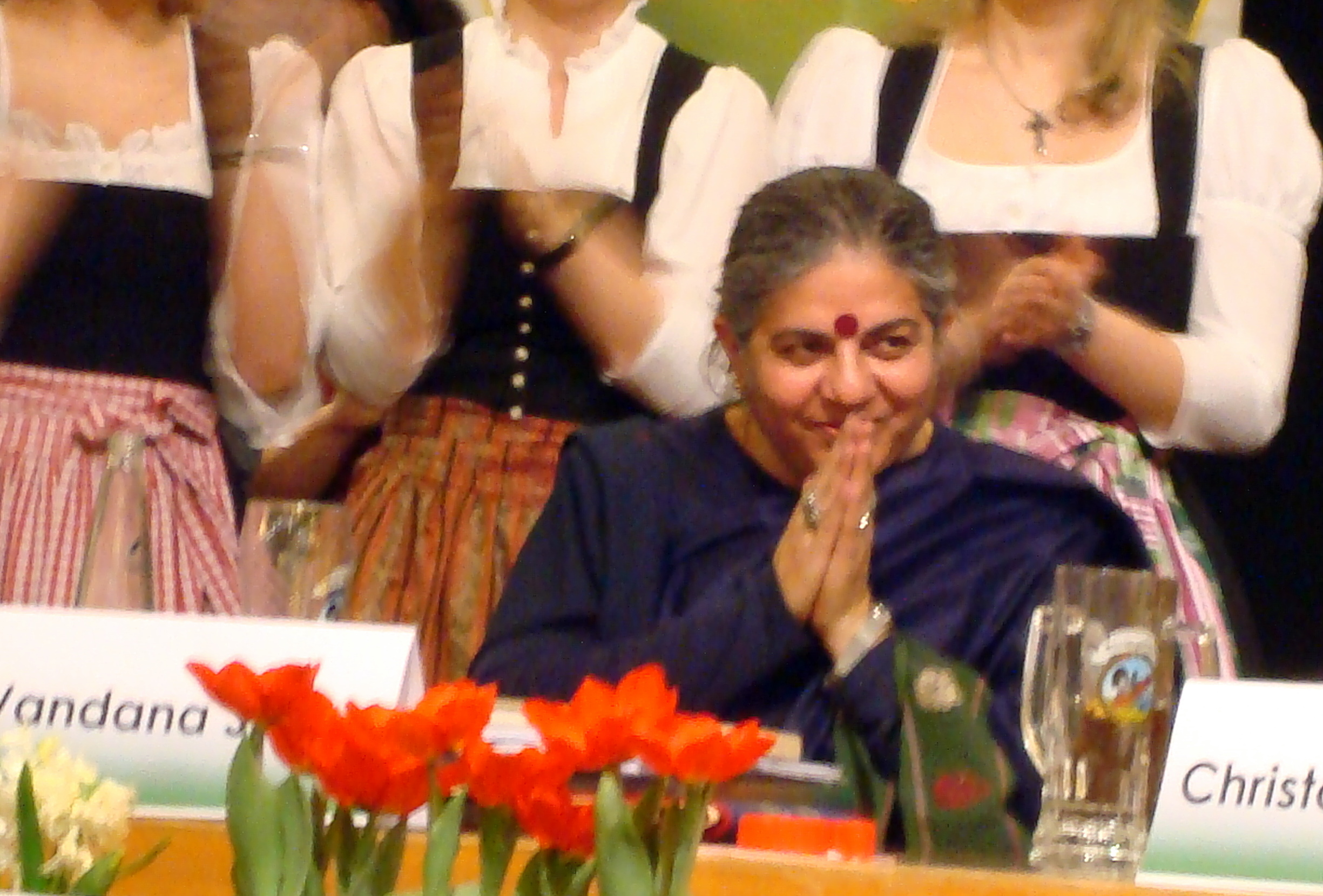
Vandana Shiva auf einer Veranstaltung für gentechnikfreie Landkreise in Bayern in Rosenheim, Februar 2009

Sie engagierte sich in den 1970er Jahren in der ersten indischen Umweltbewegung, der Chipko-Bewegung. Diese Bewegung wurde mehrheitlich von indischen Frauen getragen und richtete sich gegen die kommerzielle Abholzung von Wäldern und die damit verbundene Zerstörung der Lebensgrundlagen. Eingesetzte Mittel waren zum Beispiel Umarmen der Bäume oder Anketten an diese, um die Abholzung zu verhindern. Die Bewegung erreichte, dass die Regierung Kredite zur Verfügung stellte, mit denen die örtlichen Gemeindewälder erhalten werden konnten. Ihre Entscheidung, der Physik den Rücken zu kehren und für Umweltbelange zu kämpfen, begründet Shiva mit dem Wert für andere. Von ihren umweltbezogenen Aktivitäten und wissenschaftlichen Arbeiten würden viele Menschen und auch nachfolgende Generationen profitieren.
Nach ihrem Studium in Kanada kehrte sie nach Indien zurück. Ihr Tätigkeitsgebiet war dort die interdisziplinäre Forschung von Technik, Umwelt und Politik am „Indian Institute of Science“ und am „Indian Institute of Management“ in Bangalore, wo sie eine Professorenstelle innehatte.
1981 erhielt Shiva vom indischen Umweltminister den Auftrag, die Folgen des Bergbaus in Dehradun zu untersuchen. In diesem Zusammenhang griff sie auf ihre alten Kontakte zur Chipko-Bewegung zurück, die sich mittlerweile auch für die Berge engagierte.
Shiva hat einen Sohn und lebt geschieden.

## Gründungen

### The Research Foundation for Science Technology and Ecology
1982 gründete sie das Institut „The Research Foundation for Science Technology and Ecology“ (RFSTN) in Dehradun. Ein Projekt im RFSTN war seit 1991 Navdanya. Navdanya bedeutet „Neun Saaten“ oder „Neue Gabe“. Navdanya errichtete 40 Saatgutbibliotheken in Indien und brachte Landwirten die Vorteile des Nachbaus ihrer besonderen eigenen Landsorten nahe. Mehr als 70.000 Bauern haben sich als Mitglieder Navdanya angeschlossen. Mit dem Königreich Bhutan, das 2011 beschlossen hat, seine Landwirtschaft zu 100 % auf biologischen Anbau umzustellen, besteht eine Kooperation. Navdanya schult bhutanesische Landwirte hinsichtlich biologischer Landwirtschaft sowohl in Bhutan als auch auf der Navdanya-Farm.

### Bija Vidyapeeth
Im Jahr 2001 gründete Vandana Shiva in der Nähe von Dehradun Bija Vidyapeeth, eine Schule und Farm für nachhaltiges Leben. Konzeptionelles Vorbild ist das in Großbritannien ansässige Schumacher College. Die angebotenen Kurse haben mehrheitlich Themen wie Biodiversität, biologische Bewirtschaftung und Earth democracy zum Inhalt. Die Philosophie von Gandhi wird ebenso behandelt wie die Frage nach der Bedeutung der Menschenrechte angesichts einer von Großunternehmen dominierten wirtschaftlichen Globalisierung.

## Schwerpunkte des Wirkens

### Ökofeminismus
Nach einer empirischen Studie über die Wirkungen der westlichen landwirtschaftlichen Entwicklungsstrategien in Indien, die sie geleitet hat, argumentiert Shiva, dass diese eine Fehlentwicklung sind, die auf mehreren falschen, männlich dominierten Annahmen basieren und des Weiblichen beraubt sind. Zusammen mit Maria Mies untersuchte sie in Ecofeminism (1993; deutsch: Ökofeminismus. Beiträge zur Praxis und Theorie, 1995) den Zusammenhang von patriarchaler Gesellschaft und Umweltzerstörung.
Die Rolle der ökologischen Bewegung sieht Shiva darin, die Natur und deren Rechte ernstzunehmen. Dies bedeutet für sie, den Wert der Natur nicht länger am finanziellen Wert, den diese für einige männliche Vertreter der Industrie darstellt, auszurichten. Für die Verbindung von Ökologie und Feminismus bearbeitet Shiva zum einen die Frage, in welcher Form männlich geprägte Werte zu ökologischer Zerstörung, Militarismus und Ausbeutung beitragen. Zum anderen formuliert sie spezifisch weibliche Werte für den Umgang mit der Welt. Nach der Theorie des Ökofeminismus gemäß Shiva basieren patriarchalische Gesellschaften seit Jahrtausenden auf hierarchischen Strukturen, wobei Konkurrenz ein wichtiges Prinzip ist. Erfolg wird hier nicht in dem Wert für das Gemeinwohl gesehen, sondern bemisst sich im individuellen Machtzuwachs, welcher repressive Kontrollmechanismen zu seiner Absicherung benötigt. Im Bereich der Gentechnik übernehmen nach Shiva männlich geführte Unternehmen zunehmend Kontrolle über das Leben an sich. Sie interpretiert diesen Prozess als Kolonisierung von Pflanzen, Tieren und Menschen wie auch der Zukunft und führt ihn auf patriarchalische Werte zurück. Vandana Shiva fordert in diesem Zusammenhang eine neue Definition des Machtbegriffes ein. Sie stellt dem männlich geprägten Begriff von ‚Macht‘, der auf die „aggressive Überwindung, Dominanz und Beherrschung ausgerichtet ist“, einen Begriff von Macht als innere Macht entgegen, der allen Formen der Unterdrückung eine klare Absage erteilt, auf Ermutigung ausgerichtet ist und nicht um des eigenen Vorteils willen die Vernichtung des anderen in Kauf nimmt.
Unabhängig davon weist Vandana Shiva deutlich auf das Ungleichgewicht zwischen dem Frauenanteil an Aktiven und deren Repräsentation in Führungspositionen der ökologischen Bewegung hin.

### Beitrag zur Globalisierungsdebatte
Als Globalisierungskritikerin engagiert sich Shiva vor allem gegen die Monopolstellung transnationaler Wirtschaftsunternehmen, die aus ihrer Sicht versuchen, zunehmend Einfluss auf die indische Landwirtschaft zu nehmen. Sie sieht die hier engagierten Bauern in der Tradition Mahatma Gandhis. Der Slogan „Quit India“, der ursprünglich den englischen Kolonisatoren galt, wird nun von ihnen auf internationale Gentech-Firmen wie Cargill, Monsanto oder Ricetec übertragen. Sie kritisiert: „Manches westliche Unternehmen erinnert mich an einen Arzt, der einen Kaiserschnitt vornimmt und behauptet, er habe auch das Kind gemacht“. Sie führt aus, dass die großen Handelsnationen ihr Patentdenken nun auch auf die sogenannte Dritte Welt übertragen wollen, und zwar auf Pflanzen, die es dort schon immer gab: „Heute müssen sie nicht mehr so tun, als wollten sie mit Gentechnologie das Hungerproblem der Welt lösen, heutzutage wollen sie die Weltmarktherrschaft.“ Über ihr Institut The Research Foundation for Science Technology and Ecology war Shiva gemeinsam mit der International Federation of Organic Agriculture und anderen Bewegungen durch einen Einspruch beim Europäischen Patentamt (EPA) gegen die Patenterteilung der Firma Grace auf Öl des Samens des Niembaums erfolgreich. 2005 wies das EPA nach einem Widerspruch der Firma die Patentierung endgültig zurück. Shiva setzt sich insbesondere für die Entstehung basisdemokratisch aufgebauter Organisationen innerhalb der globalen Zivilgesellschaft ein. Sie entwickelte als Alternative zur neoliberalen Globalisierung ihr Konzept der Erd-Demokratie, das auf zehn Prinzipien gründet und im Wesentlichen davon ausgeht, dass alle Spezies, Völker und Kulturen einen inneren Wert besitzen, den es zu respektieren gilt.
Shiva nimmt aktiv an der öffentlichen Debatte um Auswege aus der Klimakrise teil. So ist sie Mitunterzeichnerin eines im Dezember 2018 veröffentlichten offenen Briefes, in welchem der Politik ein Scheitern bei der Thematisierung der Krise vorgeworfen wird, zum Anschluss an Bewegungen wie Extinction Rebellion und zum Konsumverzicht aufgerufen wird. Bei den 11. Internationalen Lessingtagen am Hamburger Thalia Theater im Januar 2019 um die Themen Klimakrise, Kolonialismus, Machtstrukturen und gerechtere Verteilung war Shiva als Ehrengast eingeladen. Bei ihrer Festrede rief sie zum Zivilen Ungehorsam auf: Ungehorsam gegen die Ausbeutung von Mensch und Natur durch multinationale Konzerne, Ungehorsam gegen die Feinde der Demokratie, Ungehorsam gegen den globalen Kapitalismus, der einem Großteil der Welt wie ein unumstößliches Gesetz erscheint. «Alles beginnt im Kleinen», sagte Shiva und betonte die Verantwortung eines jeden Menschen für den Planeten Erde. «Wir können nicht ohneeinander.» Im Anschluss diskutierte sie mit Fridays-for-Future-Aktivisten.

### Landwirtschaftliches Konzept
Ihre intensivere Beschäftigung mit der Landwirtschaft führt Shiva auf zwei Ereignisse im Jahr 1984 zurück. Zum einen nennt sie die religiösen Aufstände im landwirtschaftlich ausgerichteten Bundesstaat Punjab, die zahlreiche Todesopfer forderten. Shiva sah diese Aufstände in einer ökologischen und kulturellen Entwurzelung begründet, die sie auf die Grüne Revolution zurückführt.
Die Strategie der Grünen Revolution sei gewesen, Dritte-Welt-Bauern in den Weltmarkt für Düngemittel, Saatgut und Pestizide einzubinden. Hierdurch seien die gewachsenen Verbindungen zum Boden und innerhalb der Gemeinschaft brüchig geworden. Als anderen Auslöser nennt Shiva die Katastrophe von Bhopal, bei der eine Chemiefabrik der US-amerikanischen Firma Union Carbide, die Pestizide produzierte, mehrere Tonnen Giftgas freisetzte, an deren unmittelbaren Folgen mehrere Tausend Menschen starben.
Shivas Kritik an der Grünen Revolution in Indien richtet sich unter anderem darauf, dass diese eine Kommerzialisierung der Landwirtschaft bedeutete und mit kultureller Desintegration einhergehe. Eine Folge hiervon ist für sie die Entstehung von krankheitsanfälligen Monokulturen und Hybridpflanzen. Saatgut, ehemals „kostenloses Allgemeingut“, sei zu einer Handelsware umgewandelt worden, worüber die Kleinbauern keine Kontrolle mehr hätten. Das einheimische Saatgut in freier Verfügbarkeit der indischen Dorfgemeinschaften zu bewahren sowie die Landwirtschaft chemiefrei zu gestalten und lokal zu verorten, sind wesentliche agropolitische Ziele Shivas. Die Landwirtschaft muss ihrer Meinung nach Gemeinschaftsbesitz sein. Multinationale Konzerne in der Rolle als Eigentümer der Landwirtschaft lehnt sie ab.

## Funktionen
Shiva ist zusammen mit Jerry Mander, Edward Goldsmith, Ralph Nader und Jeremy Rifkin Vorsitzende des International Forum on Globalization.
Shiva ist Mitglied der Internationalen Organisation für eine Partizipatorische Gesellschaft (IOPS) und des Exekutivkomitees des Weltzukunftsrates.
Vandana Shiva ist Botschafterin der Klimaschutzorganisation 350.org und eine der Hauptorganisatoren des Monsanto-Tribunals.

## Kontroversen

### Ökofeminismus
Die Richtung des von Maria Mies und Vandana Shiva geprägten Ökofeminismus hinsichtlich seiner Auffassung vom Verhältnis der Frau zur Natur, d. h. der Annahme einer besonderen und privilegierten Beziehung zwischen Frauen und Natur, wird aus der Perspektive poststrukturalistischer Ansätze als essentialistisch kritisiert. In ihrem Buch Prophets Facing Backward: Postmodern Critiques of Science and Hindu Nationalism in India (2003) sieht Meera Nanda Probleme in grundlegenden Ideen des Ökofeminismus und ihrer Anwendung in Indien, die die Natur mit einer nährenden Mutter gleichsetzen, ohne die Unterdrückungen, die für Frauen mit diesen Traditionen verbunden waren, offenzulegen. Indem Shiva die Moderne als Teil eines imperialistischen Westens charakterisiere, fordere sie von Frauen in der Dritten Welt eine Aufrechterhaltung dieser Traditionen. In seinem Review des Buches kritisiert Clifford Geertz, dass Meera Nanda die sozialen Wurzeln der Probleme in Indien außer Acht lasse und den Indern die moderne Wissenschaft als einzig befreienden Weg empfehle.

### Angebliche Suizide indischer Farmer
Wie verschiedene andere Aktivisten äußerte Shiva die Auffassung, dass transgene Baumwolle (Bt-Baumwolle) über höhere Preise und jährliches Nachkaufen des Saatguts tausenden indischen Bauern Verschuldung gebracht und sie in den Selbstmord getrieben habe. Shiva sprach in diesem Zusammenhang von einem „Genozid“ an 270.000 indischen Bauern. Tatsächlich blieb die Selbstmordrate unter Bauern in Indien im entsprechenden Zeitraum von 1997 bis 2009 im Wesentlichen konstant bei etwa 18 000 pro Jahr und ging bis 2016 auf unter 12 000 zurück. Zudem können indische Kleinbauern von der Bt-Baumwolle profitiert haben, und demonstrierten sogar 2019 für die Aussaat.
Dem Politikwissenschaftler Ronald Herring zufolge habe Shiva die Fehlinformation verbreitet, die Bt-Baumwolle von Monsanto basiere auf der Terminatortechnologie.

### Verbot von Kunstdünger und Pestiziden in Sri Lanka
Shiva empfahl 2021 der Regierung von Sri Lanka, auf Kunstdünger und Pflanzenschutzmittel zugunsten einer rein ökologischen Landwirtschaft zu verzichten. Hierbei führte Shiva an, dass die Entscheidung auf jeden Fall den Landwirten zu mehr Wohlstand verhelfen werde. Dagegen sollte der Einsatz organischer Düngemittel helfen, dass Agrarprodukte mit reichlich Nährstoffen zur Verfügung stünden und die Äcker fruchtbar blieben.
Die gegen den Rat zahlreicher Agrarexperten abrupt erfolgte Umsetzung des Programms führte aber zu einer wirtschaftlichen Krise in Sri Lanka, die Erträge sanken signifikant in verschiedenen Bereichen, gerade der Anbau von Tee als größte Exportware wurde schwer getroffen. Die Kosten für Reis stiegen um ein Drittel. Die Entscheidung der Regierung basierte nicht auf wissenschaftlichen Erkenntnissen, sondern auf Falschinformationen über synthetische Düngemittel und Pestizide, nach denen von diesen eine erhebliche Gesundheitsgefahr (z. B. chronisches Nierenversagen) ausgehe.
Wegen zunehmender Proteste und der Besorgnis über die Lebensmittelpreise hob die Regierung das Verbot sieben Monate nach seiner Verhängung auf.

### Behauptungen über schädliche Auswirkungen von Glyphosat
Shiva behauptete, dass Glyphosat mit der Entstehung von Autismus, aber auch Krankheiten wie Diabetes, Nierenversagen oder Alzheimer in Verbindung stehe.

### Verschwörungstheorien
Gemäß Shiva soll Bill Gates Teil einer Art Verschwörung der reichsten ein Prozent der Menschen sein, die die „Wirtschaft mit falschem Essen zerstören“ möchte. Mittels anderer Verschwörungstheoretiker wie Robert Francis Kennedy junior bekräftigt Shiva ihre Behauptungen, auf Staatssendern wie RT verbreitete sie weitere Verschwörungstheorien.

### Kritik an Angaben zu ihrer Arbeit als Physikerin
Michael Specter merkt im Magazin The New Yorker an, dass Shiva in Interviews häufig als Kernphysikerin, Quantenphysikerin, weltberühmte Physikerin oder Wissenschaftlerin bezeichnet werde. Gemäß Jon Entine im Forbes-Magazin referenziert sie sich selbst ebenfalls mit diesen Titeln, beispielsweise auf ihrer eigenen Website. Ihre Bücher trügen häufig den Vermerk „Before becoming an activist, Vandana Shiva was one of India’s leading physicists.“ (dt. „Bevor sie sich als Aktivistin engagierte, war Vandana Shiva eine von Indiens führenden Physikerinnen“). Auf die Frage, ob sie tatsächlich als Physikerin gearbeitet habe, verwies sie Specter auf eine Googlesuche, welche laut ihm keine Ergebnisse lieferte. Auch in ihrer Biografie würde sie keine solchen Stellen anführen. Shiva selbst bezog zu diesen Vorwürfen in einem offenen Brief Stellung und verwies auf ihren 1973 an der Panjab University erlangten Mastergrad der Physik.
Zudem behauptet Shiva, mehr als 300 wissenschaftliche Publikationen verfasst zu haben. Eine Recherche im Web of Science ergab hingegen von 1980 bis 2014 nur 42 entsprechende Publikationen.

## Auszeichnungen

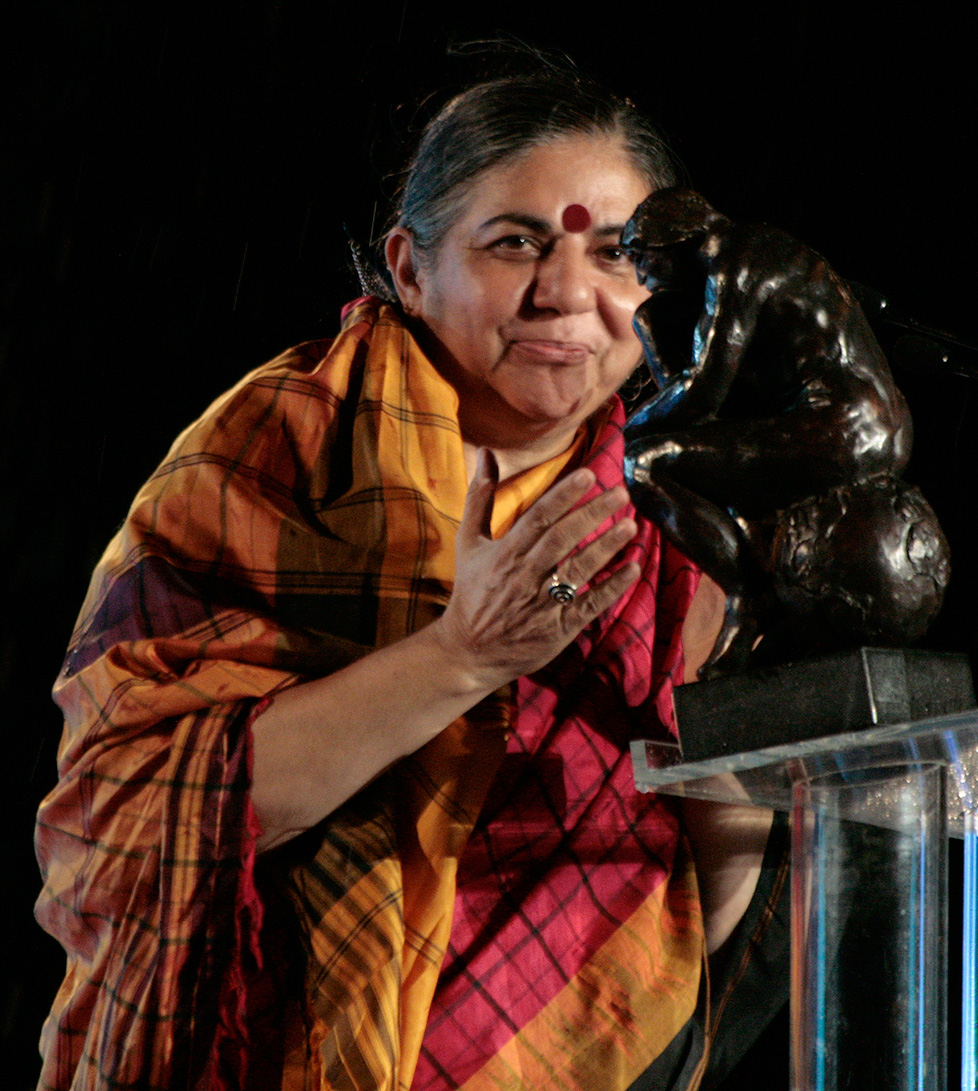
Vandana Shiva mit dem Save the World-Award

- 1993: Right Livelihood Award, dafür, dass sie die Themen gesellschaftliche Stellung der Frau und Ökologie in den Diskurs zur modernen Entwicklungspolitik eingebracht hat
- 1993: Global 500 Award des Entwicklungsprogramms der Vereinten Nationen
- 1995: „Pride of the Doon“ Award vom Doon Citizen Council, Dehra Dun, India, in Anerkennung für herausragende Verdienste für die Region
- 1997: The Golden Plant Award (International Award of Ecology), Dänemark, für außergewöhnliche Verdienste für Ökologie und Umwelt;
- Alfonso Comin Award 1997, Barcelona, Spanien, für persönliche und wissenschaftliche Verdienste für die ökologische und feministische Bewegung in Indien[53]
- 1998: Commemorative Medal by Her Royal Highness Princess Maha Chakri Sirindhorn of Thailand anlässlich der Celebration of the 18th World Food Day, veranstaltet vom FAO Regional Office for Asia and the Pacific, Bangkok
- 2002: Das Time-Magazine zeichnete sie als eine von fünf Heroes for the Green Century für ihr Engagement gegen die Privatisierung von Saatgut aus.
- 2007: Blue Planet Award – Verleihung durch die Stiftung Ethik und Ökonomie[54]
- 2009: Save the World Award
- 2010: Sydney-Friedenspreis
- 2010: als „Citizen of the Next Century“ von Future-ish ausgezeichnet[55]
- 2011: „Calgary Peace Prize“ vom Konsortium für Peace Studies an der University of Calgary[56]
- 2011: Thomas Merton Award
- 2012: Kasseler Bürgerpreis „Das Glas der Vernunft“[57] und Bayerischer Naturschutzpreis[58]

## Ehrendoktorwürden
Shiva erhielt Ehrendoktorwürden von der Universität von Paris, University of Western Ontario, Universität Oslo, dem Connecticut College, der University of Toronto, der University of Victoria, der University of Guelph. und der Universität Kalabrien.

## Bücher (Auswahl)
- Staying Alive: Women, Ecology and Development. Zed Books, 1989, ISBN 0-86232-822-5 (dt.: Das Geschlecht des Lebens, Rotbuch-Verlag, Berlin 1989, ISBN 3-88022-751-9).
- The Violence of the Green Revolution. Third World Agriculture, Ecology and Politics. Zed Books, London 1991.
- … schließlich ist es unser Leben. Verlag Die Werkstatt, 1993, ISBN 3-89533-122-8.
- mit Maria Mies: Ecofeminism. Zed Books, 1993, ISBN 1-85649-156-0 (dt.: Ökofeminismus. 1995, ISBN 3-85869-122-4).
- Biodiversität – Plädoyer für eine nachhaltige Entwicklung. Paul Haupt, Bern 2001, ISBN 3-258-06345-1.
- Biopiracy: The Plunder of Nature and Knowledge. South End Press, 1999, ISBN 0-89608-555-4 (dt.: Biopiraterie. Kolonialismus des 21. Jahrhunderts. Unrast Verlag, Münster 2002, ISBN 3-89771-416-7).
- Water Wars: Privatization, Pollution, and Profit. South End Press, 2002, ISBN 0-89608-650-X (dt.: Der Kampf um das blaue Gold. Ursachen und Folgen der Wasserverknappung. Rotpunktverlag, Zürich 2003, ISBN 3-85869-251-4).
- Stolen Harvest: The Hijacking of the Global Food Supply. South End Press, 2000, ISBN 0-89608-607-0 (dt.: Geraubte Ernte – Biodiversität und Ernährungspolitik. Rotpunktverlag, Zürich 2004, ISBN 3-85869-284-0).
- Earth Democracy: Justice, Sustainability, and Peace. South End Press, 2005, ISBN 0-89608-745-X (dt.: Erd-Demokratie – Alternativen zur neoliberalen Globalisierung. Rotpunktverlag, Zürch 2006, ISBN 3-85869-327-8).
- Soil Not Oil: Environmental Justice in an Age of Climate Crisis. South End Press, 2008, ISBN 978-0-89608-782-8 (dt.: Leben ohne Erdöl. Rotpunktverlag, Zürch 2009, ISBN 978-3-85869-405-8).
- Making peace with the earth. Pluto Press, 2013, ISBN 978-0-7453-3376-2 (dt.: Jenseits des Wachstums. Rotpunktverlag, Zürich 2014, ISBN 978-0-7453-3376-2).
- Creative Civil Disobedience. Actes Sud, 2018, ISBN 978-2-330-08136-2 (dt.: Eine andere Welt ist möglich: Aufforderung zum zivilen Ungehorsam. oekom verlag, 2019, ISBN 978-3-96238-134-9).
- mit Kartikey Shiva: Oneness Vs. The 1%: Shattering Illusions, Seeding Freedom - New Internationalist Publications, 2018, ISBN 978-93-85606-18-2.

## Dokumentarfilme
- 2005: Bullshit, Regie: Peå Holmquist, Suzanne Khardalian. 73 Minuten.
- 2006: Vandana Shiva – Von Saatgut und Saatgutmultis, Regie: Bertram Verhaag, Gabriele Kröber. 60 Minuten
- 2021: Vandana Shiva – Ein Leben für die Erde (The Seeds of Vandana Shiva), USA / Australien, Regie: James Becket, Camilla Denton Becket